# Hamza Anhari
Hamza Anhari (* 30. Januar 2004 in Hemer) ist ein marokkanisch-deutscher Fußballspieler. Er steht aktuell bei der Zweitvertretung von Fortuna Düsseldorf unter Vertrag.

## Karriere

### Verein
Nach seinen Anfängen in der Jugend des FC Iserlohn 46/49, von Borussia Dortmund und von Rot-Weiss Essen wechselte er im Sommer 2019 in die Jugendabteilung des MSV Duisburg. Für seinen Verein bestritt er insgesamt 23 Spiele in der A-Junioren-Bundesliga, bei denen ihm sechs Tore gelangen. Im Sommer 2022 wurde er in den Kader der ersten Mannschaft in der 3. Liga aufgenommen und kam dort auch zu seinem ersten Einsatz im Profibereich, als er am 8. April 2023, dem 31. Spieltag, bei der 0:5-Heimniederlage gegen Borussia Dortmund II in der 60. Spielminute für Marlon Frey eingewechselt wurde. Nach dem Abstieg der Duisburger aus der 3. Liga verließ er im Sommer 2024 den Klub und schloss sich der in der Regionalliga West spielenden zweiten Mannschaft von Fortuna Düsseldorf an. Im April 2025 saß er erstmals in einem Pflichtspiel der Profimannschaft auf der Ersatzbank, kam in der Zweitligapartie gegen Preußen Münster aber nicht zum Einsatz.

### Nationalmannschaft
Anhari bestritt zunächst im November und Dezember 2021 vier Spiele für die deutsche U18-Nationalmannschaft, bevor er den Verband wechselte. Bei den Mittelmeerspielen 2022 kam Anhari in allen fünf Turnierspielen für die marokkanische U20-Nationalmannschaft zum Einsatz und erzielte beim 4:2-Sieg im Spiel um die Bronzemedaille gegen die Türkei einen Treffer.